# Sehnsucht 202
Sehnsucht 202 é um filme germano-austríaco do género comédia musical, realizado por Max Neufeld, escrito por Emeric Pressburger, Karl Farkas e Irma von Cube, distribuído por Universum Film AG e protagonizado por Magda Schneider e Luise Rainer. Estreou-se na Áustria a 9 de setembro de 1932 e na Alemanha 15 de setembro do mesmo ano

## Elenco
- Magda Schneider como Magda
- Luise Rainer como Kitty
- Fritz Schulz como Bobby
- Paul Kemp como Silber
- Rolf von Goth como Harry
- Attila Hörbiger como Paul, irmão de Magda
- Mizi Griebl como mãe de Magda
- Hans Thimig como funcionário

## Receção
O filme recebeu críticas positivas. C. Hooper Trask do jornal estado-unidense The New York Times elogiou a atriz Magda Schneider, a dizer: "[Magda Schneider foi] agradável como sempre, de maneira impessoal". O crítico também escreveu: "Fritz Schulz não deixou o momento cómico avançar e o elenco foi complementado por Rolf van Goth e Paul Kemp. Richard Fall compôs uma canção, "Mein Schatz, ich bin in Dein Parfüm verliebt" ("Minha Querida, Estou Apaixonado pelo teu Perfume"), que terá uma má rutura se permanecer na dança orquestral dentro das fronteiras da Europa Central. Passei pelas piores duas horas com a câmara e o microfone."
Por causa do sucesso de Sehnsucht 202, foram realizadas duas versões alternativas do filme: A versão francesa Une jeune fille et un million (1932) e a versão turca Milyon Avcıları (1934).